# Byron Howard
Byron P. Howard (nascido em 1968) é um estadunidense animador, diretor, produtor, roteirista, artista de história e dublador ocasional da Walt Disney Animation Studios, é mais conhecido como o supervisor de personagens em Lilo & Stitch e Irmão Urso e como co-diretor em Bolt, Enrolados e Zootopia.
Em maio de 2013, foi relatado que Howard vai dirigir um novo filme de comédia para a Walt Disney Animation Studios. Alguns meses mais tarde, foi revelado que o filme seria chamado Zootopia, estreou em  março de 2016. 

## Créditos
- Pocahontas (1995) (Animador: Pocahontas)
- Mulan (1998) (Animador: Yao & os Ancestrais)
- John Henry (2000) (supervisor de animação: John Henry)
- Lilo & Stitch (2002) (designer dos personagens), (supervisor de animação: Cobra Bubbles)
- Irmão Urso (2003), Irmão Urso 2 (2006) (supervisor de animação: Kenai - Urso)
  - Recohecimento: Nomeado ao Annie Award de melhor animação de um personagem (Kenai)
- Chicken Little (2005) (adicional artista da história)
- Bolt (2008) (co-diretor com Chris Williams, escreveu história adicional)
- Super Rhino (2009) (produtor executivo)
- Enrolados (2010) (co-diretor com Nathan Greno)
- Enrolados Para Sempre (2012) (co-diretor & co-roteirista com Nathan Greno)
- Zootopia (2016) (diretor, história)
- Encanto (2021) (diretor)